# Montebelluna
Montebelluna este o comună din provincia Treviso, regiunea Veneto, Italia, cu o populație de 31.052 de locuitori și o suprafață de 49,01 km².
Montebelluna se învecinează cu următoarele comune: Altivole, Caerano di San Marco, Cornuda, Crocetta del Montello, Trevignano, Vedelago, Volpago del Montello.

## Geografie fizică
Teritoriul Montebelluna este în mare parte plat, cu altitudini variind de la 69 m deasupra nivelului mării, găsite la sud de San Gaetano, la 144 m, la nord de Pederiva. Peisajul se caracterizează apoi prin prezența a două dealuri, inclusiv capătul vestic al Montello (unde altitudinea maximă este recunoscută, 343 m) și mai modestul Capo di Monte (sau Montebelluna Alta, sau chiar dealul Mercato Vecchio, 199 m). Între cele două reliefuri trece un coridor natural (de-a lungul căruia trece Feltrina), o dată patul original al Piavei.
Zona este în mod natural săracă în căile navigabile, dar alimentarea cu apă a fost asigurată, din cele mai vechi timpuri, de un sistem de canale artificiale care derivă din Piave. Acestea sunt în special Canale del Bosco și Canale di Caerano, ramuri ale Brentella di Pederobba.

## Originile numelui
Toponimul este în mod clar un compus. Monte- ar indica dealul Mercato Vecchio, la poalele căruia a fost construit orașul.

## Ancient history
Epoca protoistorică și romană Primele urme ale activității umane datează din epoca pietrei și bronzului (paleoliticul mijlociu). Nașterea unei așezări reale are loc însă în jurul secolului al IX-lea î.Hr. Dezvoltarea sa a fost favorizată de poziția geografică strategică la gura de văii Piave, legătura dintre câmpie și zona pre-alpină. În timp, va deveni cel mai important centru al veneto-ului pre-roman. Aceste informații ne sunt oferite de numeroasele descoperiri ale zonelor cimitirelor din localitățile Santa Maria din Colle și Posmon.
Zona continuă să fie locuită în perioada romană (de la romanizarea Veneto între secolele 2-1 î.Hr. până în secolul 2 d.Hr.). Montebelluna va deveni parte a centuriației comunei romane Acelum (Asolo). Nu se constată încă ca ipoteză, cu atât mai puțin că Montebelluna a fost un centru rezidențial (lângă Santa Maria în Colle) sau o castra romană în apărarea gardurilor Asolo și Treviso.

## Economie și infrastructură
Montebelluna este unul dintre cele mai mari centre industriale în sinergie cu provincia vicenza din apropiere. Industriile sunt specializate în primul rând în sectoarele bronzării, prelucrării metalelor, electrotehnice, optice, alimentare, încălțăminte, îmbrăcăminte (în special sport), instrumente de precizie, mase plastice și arte grafice. Sectorul agricol este activ în producția de legume, fructe, struguri de vin, cereale, furaje și în practica creșterii bovinelor. Comerțul și logistica au dezvoltat, favorizat de poziția strategică a orașului, un nod rutier în centrul unei importante zone de producție. Este un important producător de ghete de schi. În 1989, a fabricat peste 70% din producția globală. Revista Outside a caracterizat-o ca fiind "cel mai important centru de design din lume pentru încălțăminte de exterior." Mai mult de o duzină de mărci de încălțăminte sport și cizme, inclusiv Alpina Žiri, Asolo, Fila, La Sportiva, Lowa, Mammut Sports Group, Scarpa și Tecnica Group, își fac cel puțin o parte din munca lor în oraș. Un muzeu al cizmarei, Museo dello Scarpone e della Calzatura Sportiva, este găzduit în Vila Zuccareda Binetti.
Anul 2022 marchează o dată importantă pentru Montebellluna, când în urmă cu exact 150 de ani a fost transferată vechea piață de la Colle la câmpie, eveniment care a dus și la nașterea orașului așa cum îl știm astăzi.  Pentru a sărbători această aniversare specială, administrația municipală din Montebelluna, de asemenea, la contribuția Comitetului de promovare și asistată de Comitetul director și comitetul operațional, a pregătit un calendar bogat, care constă în inițiative, manifestări și evenimente de diferite tipuri care vor dura pe tot parcursul anului. cu implicarea multor asociații locale, precum și a comunității civile.

## Societate

### Grupuri etnice și minorități străine
La 31 decembrie 2022, în municipiu existau 3.804 de rezidenți străini, adică 12,2% din populație. Următoarele sunt cele mai mari grupuri::
1. Cina 1.199
2. Romania 616
3. Marocco 372
4. Albania 355
5. Ucraina 221
6. Kosovo 170
7. Macedonia del Nord 127

## Cultură

### Instruire

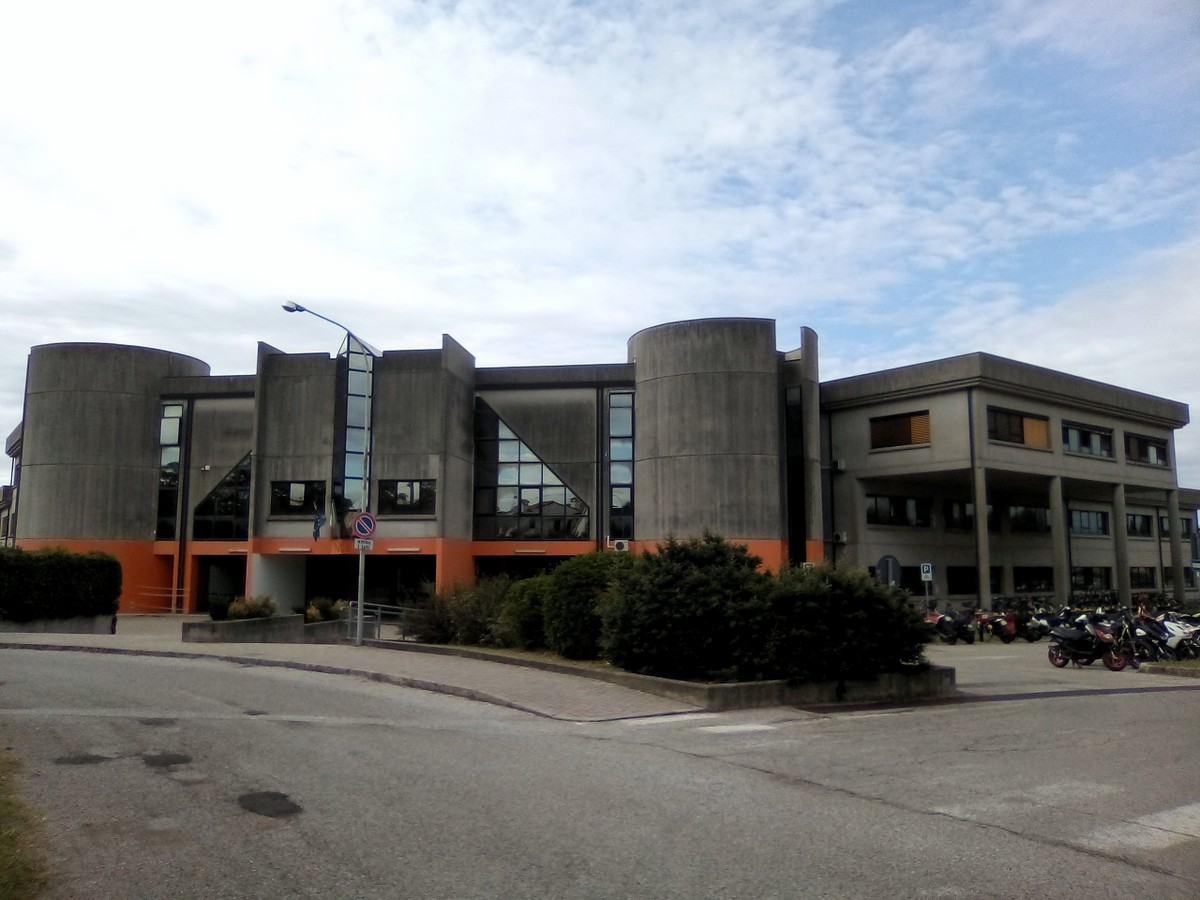
IIS Einaudi Scarpa

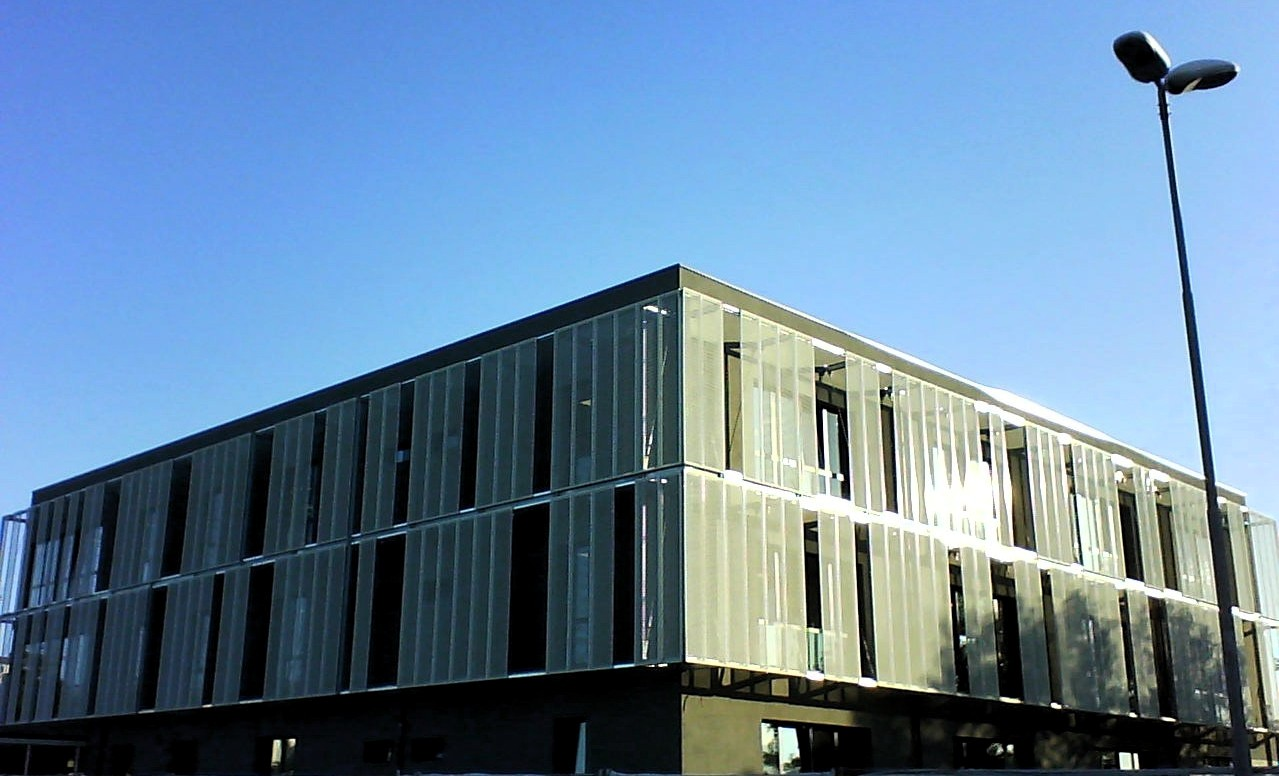
Un nou sediu profesional IIS Einaudi Scarpa

În municipiu există numeroase școli preșcolare, primare și gimnaziale. Școlile gimnaziale de o anumită importanță pentru oraș sunt Institutul de Învățământ Superior (fost gimnaziu de liceu și științific) "Primo Levi",  liceul de stat "Angela Veronese" cu cele patru adrese care o caracterizează: științe umaniste, lingvistice, economico-sociale și artistice, Institutul de Învățământ Superior Einaudi-Scarpa, care găzduiește adresele: tehnologic, economic și profesional. Institutul Agricol din Castelfranco Veneto (I.S.I.S.S. "D. Sartor") din anii nouăzeci gestionează, de asemenea, sediul san Gaetano di Montebelluna.

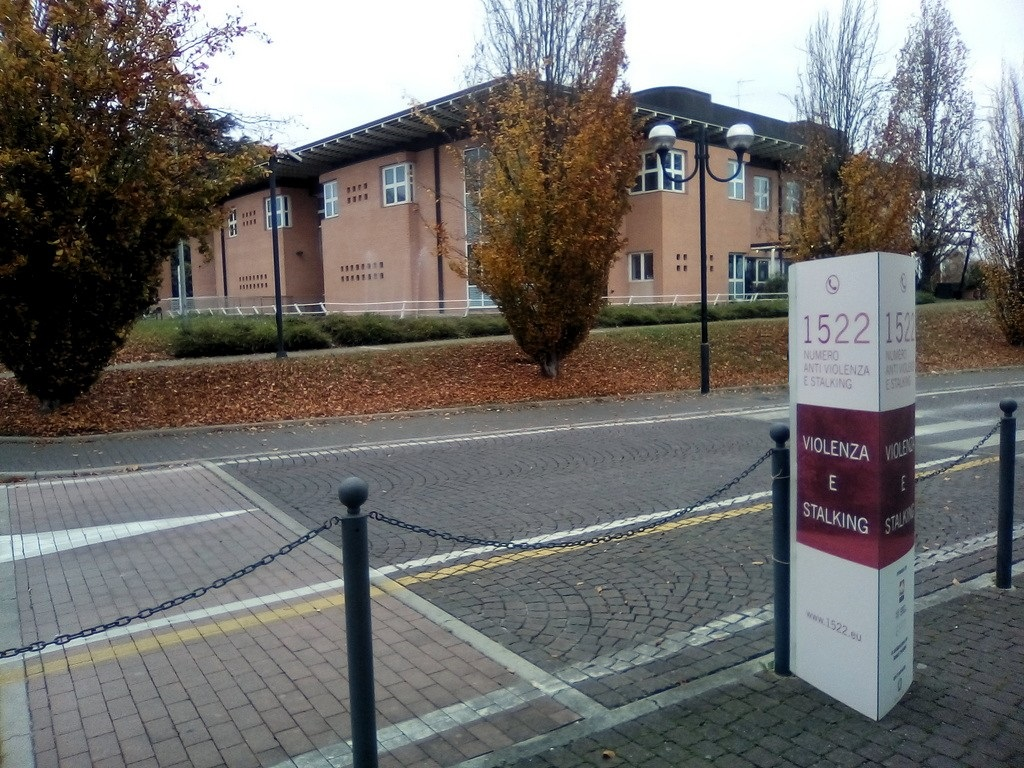
Biblioteca municipală

### Instituții culturale
- Biblioteca Municipală din Montebelluna[12]
- Muzeul de Istorie Naturală și Arheologie, în Vila Biagi[13]
- Muzeul ghetelor si incaltamintei sport, din Vila Zuccareda Binetti[14]
- Teatrul "Roberto Binotto", din Villa Correr Pisani din Biadene
- MEVE - Memorialul Veneto al Marelui Război, în Villa Correr Pisani[15]
- Muzeul cizmelor și încălțămintei sport, în Villa Zuccareda Binetti[16]
- Spațiu expozițional în Villa Romivo[17]

## Oameni notabili
- Alberto Bottari de Castello, arhiepiscop
- Aldo Serena, fotbalist
- Attilio Tesser, fotbalist
- Luca Badoer, pilot de F1
- Marcello Agnoletto, fotbalist
- Oscar Gatto, ciclist
- Luigi Datome, baschetbalist
- Federico Furlan, fotbalist
- Angela Veronese (1778-1847), poetă
- Patrizio Billio, fotbalist
- Brando Badoer, pilot de curse și fiul lui Luca[18]

## Orașe surori

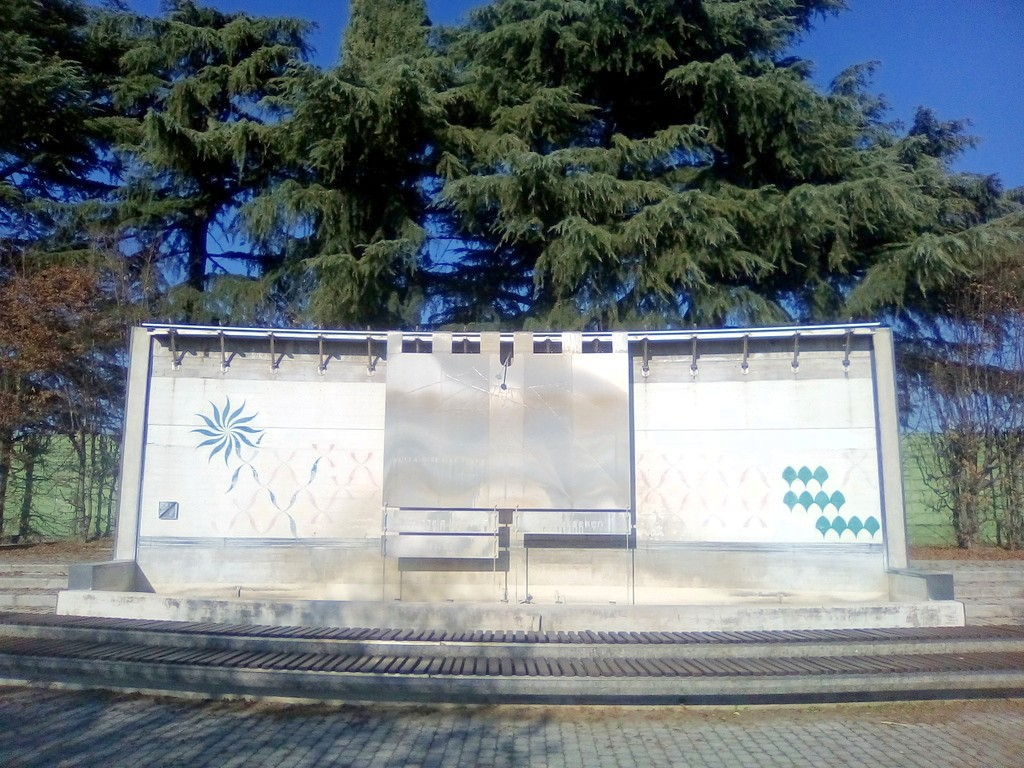
fântână în piața Dammarie-les-Lys

- Dammarie-les-Lys, France, since 1987
- Oberkochen, Germany, since 1992
- Tata, Hungary, since 2000